# Welingrad-Halbinsel
Die Welingrad-Halbinsel (bulgarisch полуостров Велинград, englisch Velingrad Peninsula) ist eine 22,5 km lange Halbinsel an der Graham-Küste im Westen des antarktischen Grahamlands. Sie wird begrenzt durch die Barilari-Bucht im Nordosten und die Holtedahl Bay im Südwesten. Von den vorgelagerten Biscoe-Inseln wird sie durch den Grandidier-Kanal getrennt. Die Halbinsel läuft im Westen im Ferin Head und 3 km südlich davon im Prospect Point aus.
Britische Wissenschaftler kartierten sie 1971 und 1976. Bulgarische Wissenschaftler benannten sie am 14. September 2010 nach der bulgarischen Stadt Welingrad.